# Şahbuz Çayı
Şahbuz Çayı är ett vattendrag i Azerbajdzjan.   Det ligger i distriktet Nachitjevan, i den sydvästra delen av landet, 400 km väster om huvudstaden Baku.
Trakten runt Şahbuz Çayı består i huvudsak av gräsmarker. Runt Şahbuz Çayı är det ganska glesbefolkat, med 30 invånare per kvadratkilometer.